# Acherontiscus
Acherontiscus — це вимерлий рід стегоцефалів, який мешкав у ранньому карбоні (міссісіпська ера) в Шотландії. Типовим і єдиним видом є Acherontiscus caledoniae, названий палеонтологом Робертом Керроллом у 1969 році. Члени цього роду мають незвичайне поєднання особливостей, що робить їх місце в середовищі тетраподоморфів невизначеним. Вони мають багатокісткові хребці, схожі на емболомери, але також мають череп, подібний до лепоспонділів. Єдиний відомий екземпляр Acherontiscus мав подовжене тіло, схоже на тіло змії чи вугра. Жодних кінцівок не збереглося, і докази їх присутності у близьких родичів Acherontiscus є в кращому випадку є сумнівними. 

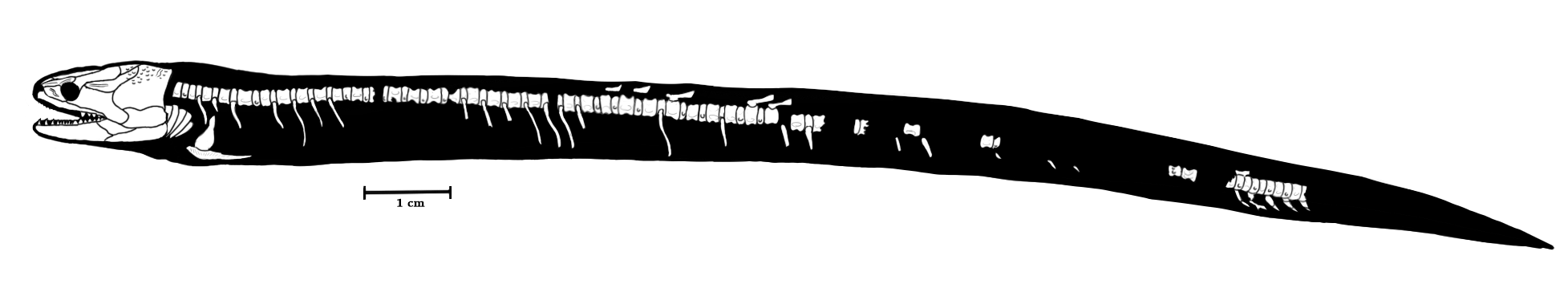

Філогенетичний аналіз, проведений Марчелло Рута та іншими палеонтологами в 2000-х роках, показує, що Acherontiscus є частиною Adelospondyli, тісно пов’язаної з іншими змієподібними тваринами, такими як Adelogyrinus і Dolichopareias.